# Ліса Сімпсон
Лі́са Марі Сімпсон (англ. Lisa Marie Simpson) — одна з головних персонажок анімаційного телесеріалу «Сімпсони», озвучена Ярдлі Сміт. Автор серіалу Мет Ґрейнінґ назвав героїню іменем сестри.
Ліса — надзвичайно розумна восьмирічна дівчинка, одна з найрозумніших героїв у серіалі (за даними різних серій її IQ становить 156 чи 159). Феміністка. Грає на саксофоні. Полюбляє дивитися шоу «Чуха і Сверблячки» разом з сім'єю.

## Особистість
Знання Ліси охоплюють широке коло галузей, від астрономії до медицини, і більше зосереджені на світових справах, ніж на повсякденному житті. Інтелект і особиста успішність Ліси є характерною рисою, притаманною жіночій лінії родини Сімпсонів (див. серію «Ліса з роду Сімпсонів», в якій пояснюється, що ген, присутній в Y-хромосомі Сімпсонів-чоловіків, гальмує їхній інтелектуальний розвиток). Ліса також високо цінує власну моральність, як видно в ситуації, де вона шахрує під час тестування в школі й отримує найвищу оцінку «A+++», проте згодом визнає свою нечесність, зізнається в цьому директорові школи (який, утім, не бажає вірити в це) і ставить сама собі найнижчу оцінку «F». Як і Барт, Ліса неодноразово зазнає покарань у школі, часто внаслідок бунтівної та навіть антисоціальної поведінки, спрямованої проти адміністрації та влади. Прикладом може бути ситуація, в якій дівчинка викрала всі вчительські видання підручників у школі та спричинила паніку серед педколективу через побоювання, що їхнє невігластво буде викрито.
Хоча бунт Ліси проти соціальних норм зазвичай зображується як конструктивний та героїчний, нерідко він має самоцільний характер. Наприклад, у серії «Барт-зірка» дівчинка урочисто, з викликом оголошує про свій намір вступити до футбольної команди, наголошуючи на своїй статі. Дізнавшись, що в команді вже є дівчатка, Ліса висловлює протест проти використання м'яча зі свинячої шкіри. Коли ж їй повідомляють, що м'яч насправді є синтетичним, їй бракує слів, і вона тікає геть, засмучена.
Незважаючи на високий IQ, Ліса часто стикається з типовими для дітей проблемами, які потребують втручання дорослих. У серії «Наша Ліса загубилася» вона хитрощами змушує батька дозволити їй самостійно поїхати на автобусі, та в результаті губиться в місті. В іншій серії з'ясовується, що в Ліси є уявна подружка (єврейка Рейчел, студентка університету). У ранніх сезонах поведінка Ліси була характернішою для 8-річної (палке бажання мати поні, одержимість телебаченням, часті бійки з Бартом, пасивна співучасть у бартових хуліганських дзвінках до Таверни Мо тощо). У пізніших сезонах ці риси характеру менш помітні.
У серії «Гомерів ворог» повідомляється, що IQ Ліси дорівнює 156. Вона є однією з провідних членів спринґфілдського клубу «Mensa International». Високий інтелект Ліси проявився ще у віці немовляти, коли вона самостійно поміняла свій підгузник і розв'язала головоломку трирічної давності в кабінеті директора Скіннера. Під час учительського страйку Ліса страждала на своєрідний «синдром відмови» від школи та створила вічний двигун (який Гомер заборонив використовувати, заявивши, що «не дозволить порушувати закони термодинаміки у своєму домі»).
За політичними переконаннями Ліса — типова соціальна лібералка. Вона дотримується вегетаріанства і підтримує рух визволення Тибету. Будучи вихованою християнською родиною, згодом стає буддисткою (на знак протесту проти комерціалізації церкви). Крім того, вона підтримує дарвінізм і теорію еволюції, називаючи Дарвіна «одним з найбільших розумів» усіх часів, і висловлює захоплення неоязичницькою релігією вікка.
Ліса мала романтичні стосунки з кількома хлопчиками, в тому числі з Ральфом Віґґамом (серія «Я кохаю Лісу»), Нельсоном Мюнцем (серія «Побачення Ліси з Долею») і Коліном (у фільмі «Сімпсони»). Мілгаус ван Гутен безнадійно закоханий в неї й увесь час безуспішно домагається її прихильності.

## Створення персонажки
Початково озвучення Ліси планувалося доручити Ненсі Картрайт, але після прослуховувань продюсери вирішили, що її голос більше пасує Бартові.
У коротких епізодах «Шоу Трейсі Ульман» Ліса являла собою своєрідний варіант «Барта в спідничці», з подібною лінією поведінки. Згодом персонажка еволюціонувала, набувши більшої інтелектуальності та емоційності. Емоційна натура Ліси розкривається в численних серіях.

## Культурний вплив
У 2001 році Ліса отримала спеціальну нагороду «Environmental Media». Серія «Ліса-вегетаріанка» із сьомого сезону серіалу також завоювала «Environmental Media» в номінації «Найкращий комедійний телесеріал» і нагороду «Genesis» в аналогічній номінації.
Ліса і Барт посіли одинадцяте місце у списку «50 найвидатніших анімаційних персонажів усіх часів» за версією часопису «TV Guide».
У Японії, де спочатку «Сімпсони» сприймалися глядачами досить негативно, телекомпанія вирішила зосередити маркетингові зусилля саме на образі Ліси, і це допомогло покращити ставлення аудиторії до серіалу: відчайдушні й часто невдалі прагнення дівчинки виступати в ролі голосу розуму і джерела добра в родині виявилися співзвучними загальним настроям японського суспільства.